# Dandy (skib, 1823)
 For alternative betydninger, se Dandy. (Se også artikler, som begynder med Dandy)
Dandy var en hjuldamper, bygget i Storbritannien i 1823. Skibet blev i 1825 købt af en dansk forretningsmand og indsat i rutefart mellem København og Aarhus under navnet Jylland. Skibet var ikke velegnet til opgaven og i 1826 kom det til Altona, hvor det igen fik navnet Dandy og besejlede byer langs Elben. Var stadig på skibslisten i 1843, men var væk i 1845.

## Under britisk flag
John Bowlt havde et skibsværft i den nordengelske by Gateshead. I følge kilderne byggede han sit første dampskib i 1814 og han fortsatte med at konstruere små hjuldampere. I 1823 byggede han Dandy, som i december 1824 blev overtaget af J. Gill & A. Gilray i Newcastle. I august 1825 blev skibet slettet af det britiske skibsregister, da det var solgt til udlandet.

## Under dansk flag
Den udenlandske køber var grosserer Louis Oppert, fra København. Dandy ankom til byen 14. september 1825 og fik ved registreringen i Danmark det nye navn Jylland (ses også skrevet som Jydland og Jülland). Navnet gav et fingerpeg om den rute, skibet var indkøbt til at besejle, nemlig forbindelsen fra København til Aarhus. Første afgang foregik den 30. september 1825. Jylland var ikke Opperts første dampskibsprojekt: I februar 1824 havde han købt skonnerten Zerlina i Karlskrona i Sverige. Planen var, at den skulle ombygges til dampskib, og fra juli 1824 til februar 1825 lå skonnerten ved Jacob Holms værft for at få maskineri installeret, men opgaven blev aldrig løst - der kan gættes på både tekniske og økonomiske udfordringer, men kilderne er tavse.
Den planlagte rute mellem Neustadt i Holsten og København blev således ikke til noget, og i stedet kastede Oppert sig så over ruten til Jylland, hvor der ikke tidligere havde sejlet dampskibe. Den nye rute blev for eksempel omtalt i Aarhuus Stiftstidende 30. september 1825, og samme dag bragte avisen annonce fra Oppert, hvor han meddelte:
| „ | Dampskibsfart imellem Kiøbenhavn og Aarhuus. I disse Dage vil en Dampbaad gaae fra Kiøbenhavn til Aarhuus og medtage Passagerer. Den vil gjentage sine Reiser engang ugentlig saalænge Aarstiden tillader. Det Nærmere vil med det første blive bekjendtgjort til Publikums behagelige Efterretning. | “ |

Jylland ses ofte omtalt som en dampbåd - det var ikke noget stort skib - og størrelsen blev et problem på ruten til Jylland. I tilfælde af modvind var der ikke plads til kul til hele ruten, så efter første etape fra København til Helsingør var det ofte nødvendigt at laste mere kul. På turen fra København den 25. juli 1826 gik det skidt. Ved ankomsten til Helsingør manglede der kul, og Louis Oppert, der selv var med på turen, gik i land for at hente mere brændstof. Men i stedet for at hente kul, rejste han tilbage til København. Skibet måtte kæmpe sig frem til Aarhus på en kombination af indkøbte tørv og borthugget træ fra apteringen. Passagererne måtte tilbringe en nat på Sjællands Odde og var godt forkomne, da man endelig nåede frem. Den tragikomiske historie blev berettet i Politivennen den 5. august 1826, og derefter var det slut for ruten.
Louis Oppert sendte i stedet Jylland til Altona, hvor skibet indledte rutefart på Elben. I december 1826 fik det officielt sit gamle navn Dandy tilbage, men allerede i lokale annoncer i september 1826 blev navnet Dandy anvendt, og skibet gik da mellem Hamburg og Teufelsbrück, senere mellem Hamburg, Blankenese, Brunshausen ved Stade og Glückstadt.. Da Carsten Henrik Mossin i 1843 udgav Fortegnelse over de i Kongeriget Danmark og Hertugdømmerne Slesvig og Holsteen hjemmehørende Fartøier af 10 Commerce-Læsters Drægtighed og derover, var Dandy stadig registreret som hjemmehørende i Altona, nu ejet af H. P. Ohlsen. I Mossins udgave fra 1845 manglede skibet imidlertid, så det var formentlig kasseret efter 1843.